# Teresa non sparare/Porfirio Villarosa
Teresa non sparare/Porfirio Villarosa è un singolo di Fred Buscaglione e i suoi Asternovas, pubblicato nel 1957.

## I brani
Si tratta di due brani già pubblicati a 78 giri il 22 ottobre 1955.

## Tracce
Testi di Chiosso, musiche di Buscaglione.
Lato 1
1. Teresa non sparare

Lato 2
1. Porfirio Villarosa